# Австралийски футбол
Австралийският футал е контактен отборен спорт с топка. Играе се от 2 отбора с по 18 играчи на терена и 4 резерви. Целта им е да отбележат гол – топката да премине между двете вътрешни греди след удар с крак. Голът носи 6 точки, а между ако топката премине между вътрешна и външна греда се отсъжда бихайнд, носещ 1 точка.
Играта е замислена с цел поддържане на физическата подготовка на състезателите по крикет по време на зимата в Австралия.

## История
Ози рулс или фути, както още е известен австралийският футбол, датира от далечната 1858 г., с написването на първите правила от Том Уилс. Първата официална среща по австралийски футбол е между Мелбърн и Юнивърсити през 1862 г., спечелена с 1 на 0 гола от „студентите“.
През 1897 г. е създаден шампионат с името Викторианска футболна лига (ВФЛ). Участвали осем отбора от щата Виктория до 1925 г., когато лигата се разраства до 12 отбора. Световните войни действат разрушително на клубовете – немалко се разпаднали заради липсата на финанси. Все пак играта се съхранила и през 1990 г. ВФЛ се разширява и приема името Австралийска футболна лига.

### Произход и първи правила
Първите сведения за ози рулс датират от средата на XIX век, разказвайки за това, че този вид футбол се е играл в Мелбърн още през 1841, за мач в Аделейд през 1843 и на о-в Тасмания, но информация за правилата на тези ранни игри не са достигнали до наши дни.
През 1858 в Мелбърн се организирали първите междуучилищни мачове, като първият от тях срещнал Шотландския колеж и Граматическото училище.
На 10. юли 1858 г. ”Bell’s Life in Victoria and Sporting Chronicle” публикува писмото на видния състезател по крикет Том Уилс, който приканва към създаването на клуб по футбол и правила на играта, за да се поддържат здрави играчите през зимата.
На 31. юли в близост до Мелбърн крикет граунд се провел двубой между случайно събрани два тима. Мачът започнал в 1 следобед и приключил с падането на мрака, а правила нямало, което се оказало и повод за множество сбивания между играчите, тъй като Мелбърн, бидейки нов град, бил съставен от множество етно-национални групи, като всяка от тях познавала различна разновидност на футбола. За греди били използвани дървета, а крайни линии не съществували.
Мелбърн Грамар и Скоч Колидж се оказали още веднъж в основата на създаването на австралийския футбол, след като на 7. и 21. август и 4. септември двете училища организирали двубой. От правилата на този тридневен мач до нас е достигнала информацията, че топката е била кръгла, игрището с дължина половин миля (800 м, ок. 4 пъти повече спрямо игрището в наши дни), а на него имало 80 играчи (по 40 за отбор). За трите дни двете училища успели да си отбележат по един гол, като мачът бил обявен за равен. Оттогава този двубой се играе всяка година под името Cordner-Eggleston Cup, което е и най-стария съществуващ турнир по футбол във всичките му разновидности (в това число „английски“, „американски“, „галски“ и т.н.).
На 17. май 1859 Том Уилс представя написаните от него за новосформирания футболен клуб към Мелбърн крикет клуб правила на играта. Така започнало разпространението им в мелбърнските училища и сред останалите клубове по крикет, откъдето тръгнало развитието на играта като спорт.

### Първи шампионати, SANFL, VFL и други
През 1859 били създадени много клубове, като те започнали да организират помежду си мачове. Година по-късно Мелбърн Ф.К. обновили правилата си, добавяйки текстове от тези на Джийлонг. Новите закони на играта били наречени Викториански правила. Именно там били кодифицирани правилото за дрибъл и бихайнд.
Трябвало да минат още 2 години, за да бъде организирана първата купа – Challange Cup, замислена да бъде проведена през 1861, се състояла в първите дни на ’62 г., поради липсата на ден, в който да бъде нает Мелбърн крикет граунд преди новата година. Мачът се провел в околностите на стадиона и по правилата на Мелбърн Ф.К. като съперници им били отборът на Мелбърнския университет. Именно University вдигнали купата пред 6000 души на овала, след като Джеймс Смит отбелязал единственото попадение в сблъсъка. За Мелбърн в този мач отсъствали капитанът Смит, както и Том Уилс.
С годините били организирани и други купи, които малко по малко започнали да се провеждат все по-често по новите, по-справедливи правила. До 1899 отборите излизали с по 20 души на полето.
През 1877 г. са създадени първите федерации. На 30. април е създадена Футболната асоциация на Южна Австралия (SAFA, впоследствие SANFL), а на 17. май – тази на Виктория (VFA, впоследствие VFL). По-късно същия век играта с тези ѝ правила се разпространила и в щата Западна Австралия, благодарение на многото ученици от този щат в Аделейд, ЮА и „златната треска“, докарала много млади хора в западния щат. В същото време липсата на добро управление попречило на спорта да се развие в Куийнсленд и Нов Южен Уелс.
Първият междущатски мач се провел на Ийст Мелбърн крикет граунд, завършил с победа на щата Виктория над Южна Австралия със 7 на 0 гола.
През 1896 осемте най-силни и богати клубове във Виктория формират Викторианската футболна лига. През 1925 г. са добавени нови 4 клуба, а отборите от тази лига доминирали над тимовете от другите щати.

### Двете световни войни
Големите войни на XX век се оказали изключително тежко препятствие за този спорт. Макар и австралийските войници зад граница да намирали време за фуути, много от тимовете загубили състезатели на бойното поле в служба на родината. Някои шампионати така и не се възстановили, а в Куийнсленд и Ню Саут Уелс се провела приятелска лига по смесени правила от ръгби и ози рулс. ПСВ довела до почти пълна забрава на австралийския футбол в Нова Зеландия в следващите 75 г., лигата на Куийнсленд фалирала, отборът от VFL Юнивърсити напуснал шампионата поради ред причини, лигата на Западна Австралия напуснали два тима, а първенството на Южна Австралия не се провело през 1916 г.

### Междущатски състезания и Национален съвет по футбол на Австралия
Националният съвет (AFC) имал за задача да развива футбола на национално ниво. Така през 1888 г. започнал шампионатът на Австралия. Порт Аделейд доминирали в тази лига, вдигайки трофея 4 пъти. Въпреки че тимове от всички щати получавали покани за участие, отборите от Виктория и Южна Австралия били хегемони, а повечето мачове се провеждали в Аделейд по споразумение на SANFL и AFC. Впоследствие клубовете във Виктория станали по-силни и заможни, в тях играли най-добрите състезатели.
Последното издание на шампионата на Австралия се провел през 1976, а през следващата година AFC и VFL организирали подготвителна купа – Националната футболна лига.
Поради липсата на международни първенства, мачовете между сборните отбори на отделните щати приели подобен статут. Отново щата Виктория доминирал, а участие взимали и отбори на Тасмания и Нова Зеландия.

### По пътя към общонационален шампионат
В щатите Куийнсленд и Ню Саут Уелс по-популярния футбол е ръгби. Това не попречило на опитите на VFL да се разрасне в национален шампионат. Така през 1982 закъсалият отбор на Саут Мелбърн се мести в Сидни и получава името Сидни Суонс. През 1987 е са съсдадени Уест Коуст Игълс и Бризбън Беърс. В началото на новото десетилетие VFL приема новото име Австралийска футболна лига (AFL), а година по-късно отборът на Аделейд се включва в нея. В следващите 5 години се включили и тимовете на Фриментъл и Порт Аделейд. SANFL, WFL и другите щатски лиги вече били второ ниво на Австралийския футбол, VFA и лигата на резервните тимове от VFL се обединили. Междущатските мачове също загубили своето значение, след като играчите от AFL масово отказвали да участват.
През 2011 и ’12 Голд коуст Сънс и ГУС Джайънтс се включват, увеличавайки шампионата до формат с 18 отбора.

## Правила

### Игрище
Игрището в австралийския футбол, както и топката, е овално. Дължината му трябва да е над 150 м, а ширината – минимум 135 м. Освен крайните линии, на тревата са отбелязани централния квадрат, който е 50 х 50 м, и централния кръг, където започва играта, както и две криви (или арки), разположени на 50 м от центъра на головата зона. Пред всяка голова зона е разположен 9-метров правоъгълник.

### Греди и точкови зони
Във всеки край на игрището има 4 греди – 2 голови в средата и 2 бихайнд греди отстрани, разположени на 6,40 м една от друга. Головите са по-високи от страничните (най-често с височина 9,60 м), но дължината им не е фиксирана, тъй като точковите зони са буквално безкрайни по височина.
Гол и 6т. се отсъждат при преминаване на топката между двете централни греди. Съдята го отсъжда с изпънати напред 2 ръце и развяване на 2 флага. Гол може да бъде отбелязан само с крак.
Бихайнд и 1т. се отсъждат при докосване на топката до головата греда, преминаването ѝ между головата и бихайнд гредата, докосването на топката с ръка, преди да премине между които и да е две греди или преминаването на играч с топката в ръце между които и да е греди (последните две ситуации се наричат „ръш бихайнд“). Съдията го отсъжда с изпъната напред една ръка и развяването на един флаг.
При докосване на топката до бихайнд гредата точки не се отсъждат, а топката се счита за излязла от игра.

### Арбитри
На игрището има 9 арбитри – трима главни, четирима странични и по един зад всяка врата. Освен това за всеки мач има 1 резервен арбитър и официални лица, които се грижат за отброяването на точките и видео-повторенията.

### Продължителност на мача
Двубоите в AFL са с продължителност от 4 четвъртини по 20 мин., като часовникът се спира при отбелязването на гол или точка, излизането на топката извън терена или по решение на главен арбитър. Почивките след първата и третата четвърт са по 6 мин., а на полувремето – 20 мин.

### Начало на играта
Мачът започва с удряне на топката в средата на централния кръг от страна на главния арбитър в централната част на терена, така че тя да отскочи вертикално. Двама играчи скачат да я достигнат, като нямат право да я хващат, а могат само да я ударят. По време на т.нар. начално потупване, в централния квадрат могат да бъдат по 4 играчи от всеки отбор – този, който скача за спорната топка и още трима.
По същия начин продължава играта след гол. След бихайнд се изпълнява удар от 9-метровия правоъгълник, който трябва да бъде изпълнен задължително с крак.

### Движение на топката и излизане на топката извън игрището
Играчите могат да ритат и подават топката с ръка по всяко време. Подаването с ръка не може да бъде осъществено чрез хвърляне, а трябва да стане с удар с юмрук с едната ръка докато топката се държи с другата.
При движение с топката по терена, играчът трябва да докосне топката по терена на всеки 15 м, ако не я е подал преди това. В противен случай се отсъждат „крачки“.
Ако топката напусне игрището търкаляйки се, то тя бива върната от страничния съдия, който я хвърля назад. Ако е излязла директно от даден играч, опитал подаване или удар с крак, то играчът на противниковия отбор, който е най-близо до мястото на което е напуснала топката, изпълнява свободен удар от същото това място.
Ако топката бъде затисната под куп играчи, арбитърът в тази част на терена спира играта и хвърля топката вертикално, като играчите, които скачат за топката нямат право да я хващат, а могат само да я ударят.

### Марк, свободен удар и 50-метрово наказание
Маркът бива отсъден при уловен пас с кракот 15 или повече метра, като топката не бива да бъде докосвана от нито един състезател, освен този, който я е уловил. Маркът дава на играча свободен удар, при който най-близкият до нападащия играч защитник може да бъде на не по-малко от 10 м.
Свободен удар се отсъжда и при силово съприкосновение под коленете („високо съприкосновение“) и над раменете („ниско съприкосновение“) на противника, както и, по преценка на съдията, при ненужна грубост, нарочно засилване на противника с главата надолу към терена или силово избутване в гръб.
50-метрово наказание се отсъжда при продължителна грубост при спряна игра, при оспорване на съдийско решение и каквото и да е нарушаване на етичния код.

### Съприкосновения и отнемане на топката
Защитник се опитва да осъществи контакт за отнемане на топката.
Защитникът може да събори играчът с топката, но контактът не може да е над раменете и под коленете. Освен това защитникът има право да опита да измъкне топката от ръцете на противника.
Ако играчът, който притежава топката, бъде съборен от съперник, то първият трябва да подаде или освободи топката. В противен случай съприкосновението се смята за успешно, топката за отнета, а играчът, инициирал контакта, получава свободен удар.

### Наказания
В австралийския футбол картони няма. Вместо това съдиите записват в докладите си играчите, които според тях са били ненужно груби по време на мача, а след кръга специална комисия, наречена Трибунал, решава дали да приеме или отхвърли предложението за наказание и каква да бъде неговата продължителност, съгласувайки я с правилника на AFL.

### Смени
В Австралийската футболна лига на пейката за всеки отбор има четирима състезатели. Това са „хокейни“, непълни смени и могат да се извършват по всяко време. Ограничението на ротации в мач е по 90 за двата отбора.

### Класиране, точкуване и финали
Класирането се определя спрямо спечелените от мачовете точки, а при равенство в точките – на база процент от реализираните спрямо допуснатите точки във всички мачове. В AFL победата носи 4 точки, равенството се оценява на 2, а загубата не носи точки. Първите 8 тима след изиграването на 23-те мача от редовния сезон се класират за финалите през септември.

## Схема на финалите
За финалите се класират първите 8 отбора в класирането след края на редовния сезон.

### Първа седмица
Провеждат се двата квалификационни и двата елиминационни плейофни мача.
Квалификационните мачове срещат отборите от 1. до 4. място, като спечелилият тим продължава напред и получава седмица почивка, а загубилият играе срещу победителите от елиминационните мачове между отборите от 5. до 8. място.

### Втора седмица
Полуфинали. Срещат се загубилите квалификационните финали и победителите от елиминационните. Победителите продължават в третата седмица.

### Трета седмица
Предварителни финали, ефективно полуфинали. Победителите от квалификационните финали срещу победителите от полуфиналите.

### Четвърта седмица
Гранд файнъл (големия финал). Играе се на Мелбърн крикет граунд. След мачът победителят получава купата на AFL. Мач за 3. и 4. място няма.